# Erik ten Hag
Erik ten Hag (n. 3 februarie 1970, Haaksbergen, Overijssel, Țările de Jos) este un fotbalist neerlandez retras din activitate, care a jucat pe post de fundaș central la echipe ca Twente, De Graafschap și Utrecht. După încheierea carierei, a devenit antrenor, și a antrenat, printre altele, Ajax, Utrecht și Manchester United.

## Palmares

### Ca antrenor
Ajax Amsterdam
- Eredivisie (3): 2018-19, 2020-21, 2021-22
- Cupa Olandei (2): 2018-19, 2020-21
- Supercupa Olandei (1): 2019

Manchester United
- Cupa Ligii Angliei (1): 2022-23
- Cupa Angliei (1): 2023-24

## Echipe antrenate
La 6 mai 2024.
| Go Ahead Eagles   | 1 iulie 2012      | 6 iunie 2013      | 39  | 18  | 11 | 10  | 46,15 |
| Bayern München II | 6 iunie 2013      | 22 mai 2015       | 72  | 48  | 10 | 14  | 66,67 |
| Utrecht           | 23 mai 2015       | 27 decembrie 2017 | 111 | 56  | 26 | 29  | 50,45 |
| Ajax              | 28 decembrie 2017 | 15 mai 2022       | 215 | 158 | 28 | 29  | 73,49 |
| Manchester United | 23 mai 2022       | 28 octombrie 2024 | 110 | 63  | 17 | 30  | 57,27 |
| Total             | Total             | Total             | 547 | 343 | 92 | 112 | 62,71 |

## Legături externe
- en Voetbal International - Erik ten Hag Arhivat în 11 martie 2009, la Wayback Machine.